# Moustapha Sonko
Moustapha Sonko (* 14. Juni 1972 in Paris) ist ein ehemaliger französischer Basketballspieler senegalesischer Abstammung.

## Werdegang
Sonko lernte das Basketballspielen auf Freiplätzen im Großraum Paris, ab 1990 gehörte der 1,92 Meter große Aufbauspieler dem französischen Zweitligisten ASA Sceaux an. Dort spielte er unter Trainer Alain Weisz, entwickelte sich bis 1993 stark weiter und erzielte in der Saison 1992/93 im Schnitt 14,6 Punkte, 6,8 Korbvorlagen sowie 2,9 Rebounds je Begegnung. In dieser Saison gewann er mit Sceaux den Zweitligameistertitel und wurde als bester Spieler der Saison ausgezeichnet. Sonko verfügte über große Sprungkraft, ein gutes Auge für die Mitspieler und die Fähigkeit, ein Spiel an sich zu reißen und zu entscheiden.
Nach seinem Wechsel in die höchste Spielklasse des Landes, Ligue Nationale de Basket, in der Sommerpause 1993 war er bei BCM Gravelines sofort Stammspieler (12,4 Punkte, 5,9 Korbvorlagen/Spiel) und wurde 1994 vom Levallois SC verpflichtet. Zuvor hatte er im Sommer 1994 bei der NBA-Mannschaft Los Angeles Clippers vorgespielt und sich vergeblich um einen Platz im Aufgebot beworben. 1996 reiste er wieder in die Vereinigten Staaten und wurde im Sommer 1996 von vier Mannschaften unter die Lupe genommen, letztlich aber nicht verpflichtet. In Levallois stieg Sonko zu einem der besten Spieler der französischen Liga auf und steigerte seine Punktausbeute in der Saison 1996/97 auf 18,9 je Begegnung. Dennoch musste er mit Levallois den Abstieg aus der ersten Liga hinnehmen. Sonko spielte 1997/98 bei Élan Béarnais Pau-Orthez und von 1998 bis 2000 bei ASVEL Lyon-Villeurbanne. Zum Gewinn des französischen Meistertitels mit Pau-Orthez im Spieljahr 1997/98 trug er je Begegnung 11,5 Punkte, 3,4 Rebounds sowie 3,1 Korbvorlagen bei. In seiner vorerst letzten Saison in der Ligue Nationale de Basket kam Sonko 1999/2000 für Lyon-Villeurbanne auf 13,1 Punkte und 4,8 Korbvorlagen pro Partie und wurde daraufhin als bester einheimischer Spieler der französischen Liga in der Saison 1999/2000 ausgezeichnet.
Im Sommer 2000 spielte Sonko bei der kanadischen NBA-Mannschaft Vancouver Grizzlies vor, erhielt aber keinen Vertrag. Er ging stattdessen in die spanische Liga ACB. Dort stand der Franzose von 2000 bis 2004 bei Unicaja Málaga unter Vertrag. 2001 gewann er mit Málaga unter der Leitung von Trainer Božidar Maljković den europäischen Vereinswettbewerb Korać-Cup. Maljković bezeichnete ihn als besten Verteidiger in Europa. 2002 stand Sonko mit Málaga in der Endspielserie um die spanische Meisterschaft, dort unterlag man aber Tau Vítoria. In der Saison 2002/03 erhielt er die Auszeichnung als bester Einwechselspieler („sechster Mann“) der Liga ACB. Nachdem er 2003/04 in 37 Ligaspielen im Schnitt 8,6 Punkte erzielt und 2,6 Korbvorlagen verteilt hatte, wechselte er innerhalb der Liga ACB zu Real Madrid. Mit den Hauptstädtern wurde Sonko 2005 spanischer Meister. Er blieb zwei Jahre in Madrid, 2006/07 stand er beim Ligakonkurrenten Etosa Alicante unter Vertrag. In der Saison 2007/08 setzte Sonko aus und verbrachte dann sein letztes Spieljahr (2008/09) als Berufsbasketballspieler in seinem Heimatland beim Erstligisten Hyères-Toulon.
Im Anschluss an seine Laufbahn wurde Sonko Spielerberater und stieg als Unternehmer in das Geschäft mit Solarzellen ein. Er wurde Botschafter des Nachwuchsleistungszentrums der Metropolitans 92 und im Dezember 2023 zusätzlich zu dieser Aufgabe Manager der Profimannschaft. Seine Managertätigkeit endete 2024 wieder, als die Metropolitans 92 aufgelöst wurden. Im Januar 2025 wurde Sonko sportlicher Berater des Nachfolgevereins Levallois Metropolitans Basketball Club in der dritthöchsten französischen Liga.

### Nationalmannschaft
Sonko gewann mit Frankreichs Nationalmannschaft bei den Olympischen Spielen 2000 die Silbermedaille, er kam im Turnierverlauf auf 2,6 Punkte je Begegnung. Er nahm ebenfalls an den Europameisterschaften 1995, 1999 und 2003 teil. Sonko stand in 93 Länderspielen für Frankreich auf dem Spielfeld.